# La Moutonne
Ne doit pas être confondu avec Moutonne, commune du Jura.
La Moutonne est une localité française située sur la commune de La Crau, dans le département du Var. Elle est distante d'environ 3 kilomètres du chef-lieu communal. Sa population s'élève à environ 4 000 habitants. L'autoroute A570 sépare la localité du reste de la commune.

## Équipement urbain du quartier
L'ensemble urbain est doté de nombreux équipements :
- Plusieurs commerces : une boulangerie, un bar-tabac brasserie, plusieurs points de restauration, une supérette avec distributeur de billets, biscuiterie glacier, une boucherie, coiffeur, auto-école, etc.
- Une aire de stationnement camping car (France passion)
- Une mairie-annexe.
- École maternelle et primaire

L'endroit est entouré de collines et de lieux pittoresques. Les plages ne sont qu'à quelques minutes en voiture ainsi que plusieurs centres commerciaux. L'aménagement des ronds-points est significatif car c'est un lieu de passage entre Hyères et le littoral (Carqueiranne, Le Pradet). Une sculpture de fleurs (en hommage au travail de la terre) est désormais représentative de La Moutonne.

## Tourisme
La Moutonne est un petit village, essentiellement résidentiel. Toutefois, son bourg agréable permet de prendre le temps, d'acheter son pain, de boire un verre et d'y refaire le monde. De nombreux commerces se sont installés (en périphérie du centre). La commune est entourée de vignes et autres champs de fleurs, symbole de l'activité agricole encore très présente. Les promenades en vélo ou pédestres sont appréciées. Les hauteurs offrent une vue exceptionnelle sur le Mont Fenouillet ou les monts Carqueirannais. 

## Géographie
La Moutonne se situe dans la zone humide de l'Estagnol (« étang » en provençal). Le Roubaud et l'Eygoutier y prennent leur source.

## Transport
L'endroit est desservi par une ligne de bus et une ligne de appel-bus du Réseau Mistral : 
- 23 : Toulon — Gare Routière ↔ Hyères — Espace 3000 par La Moutonne
- AB49

## Sport
Un grand complexe sportif a été en janvier 2003. Le complexe sportif de l’Estagnol s’étend sur plus de 40 000 m2. Il propose un pôle couvert et un parc de plein air dont le stade de l'Estagnol avec une tribune de 500 places (parfois lieu d'entrainement du RCT)

## Photos

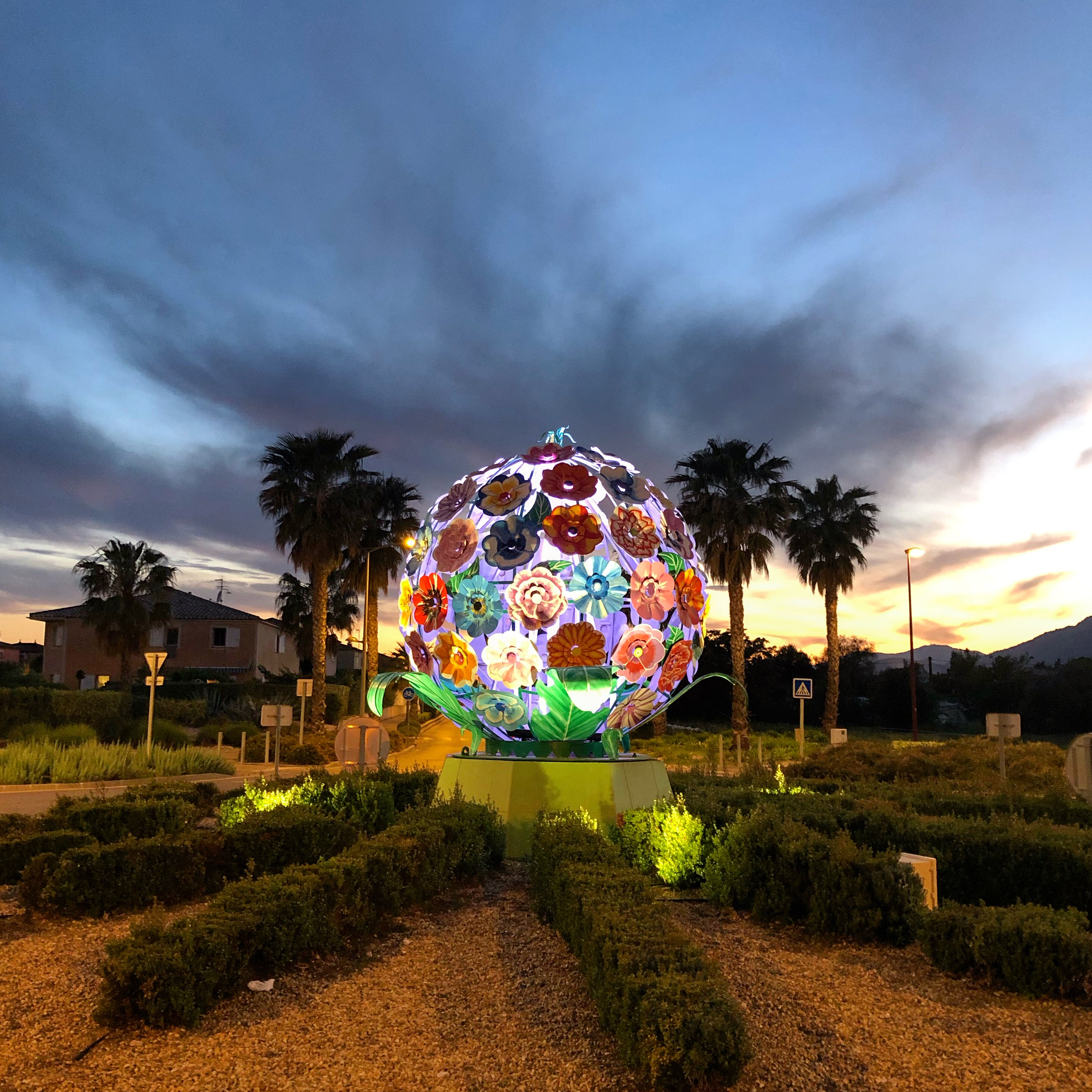
La fleur de La Moutonne
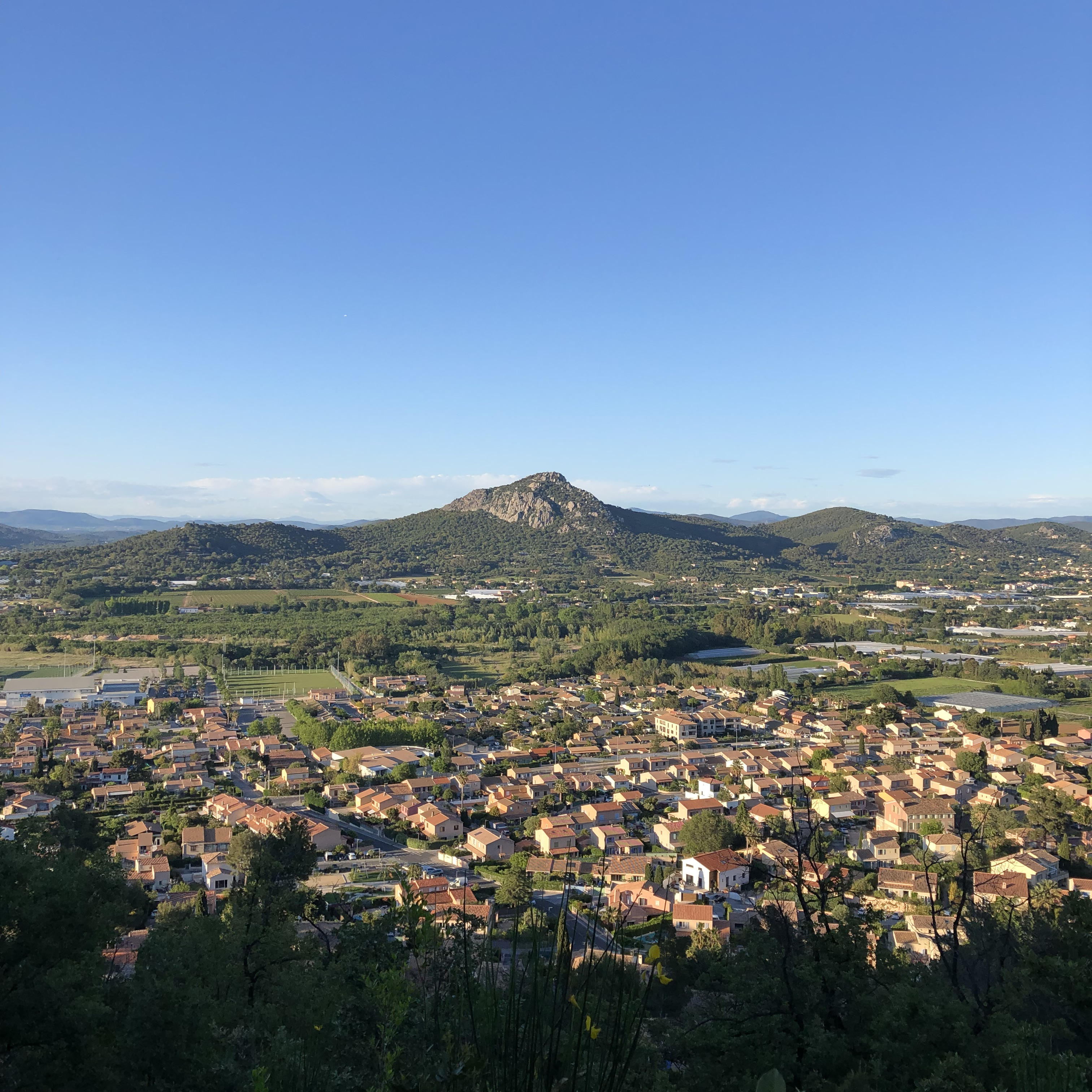
Vue générale
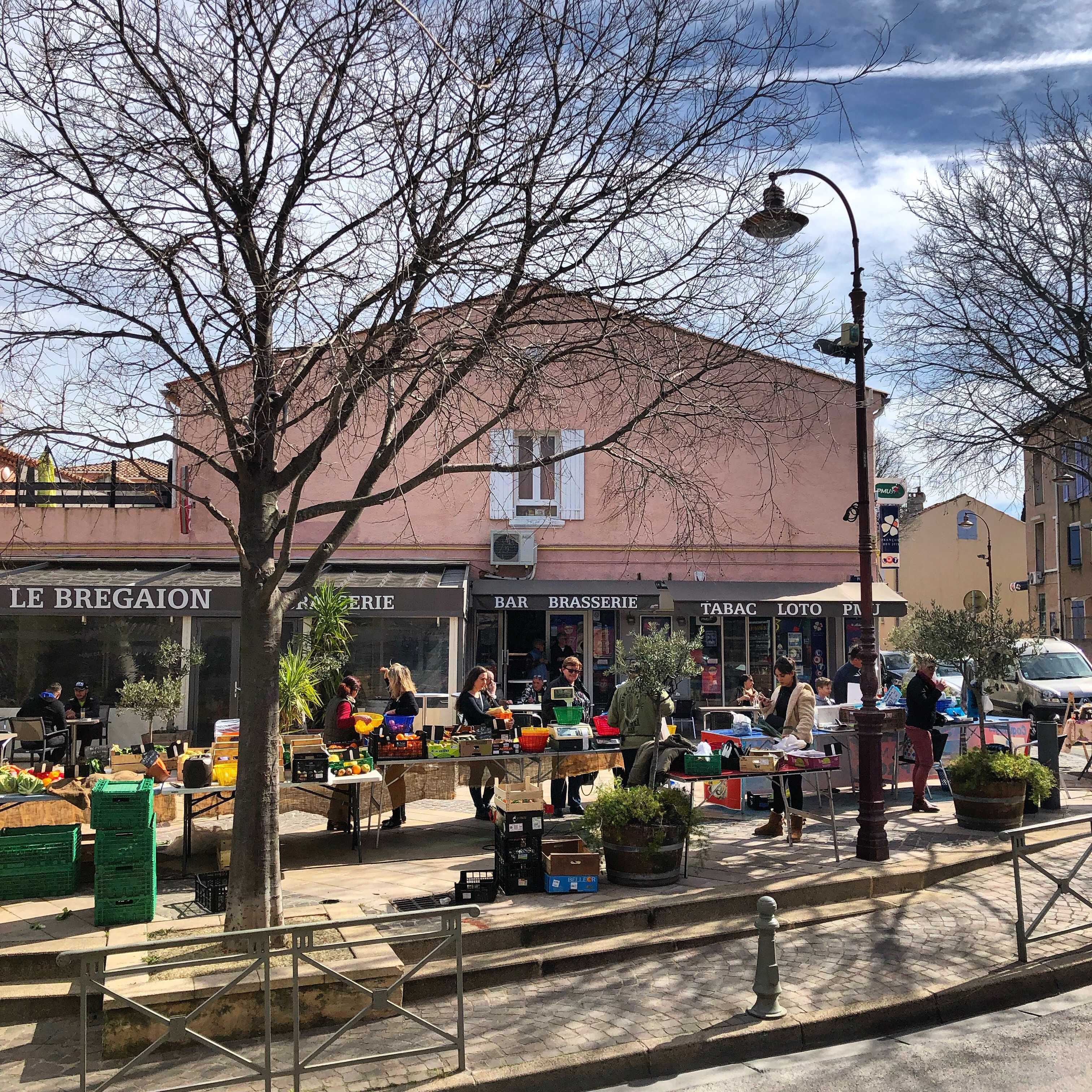
Le marché du samedi matin
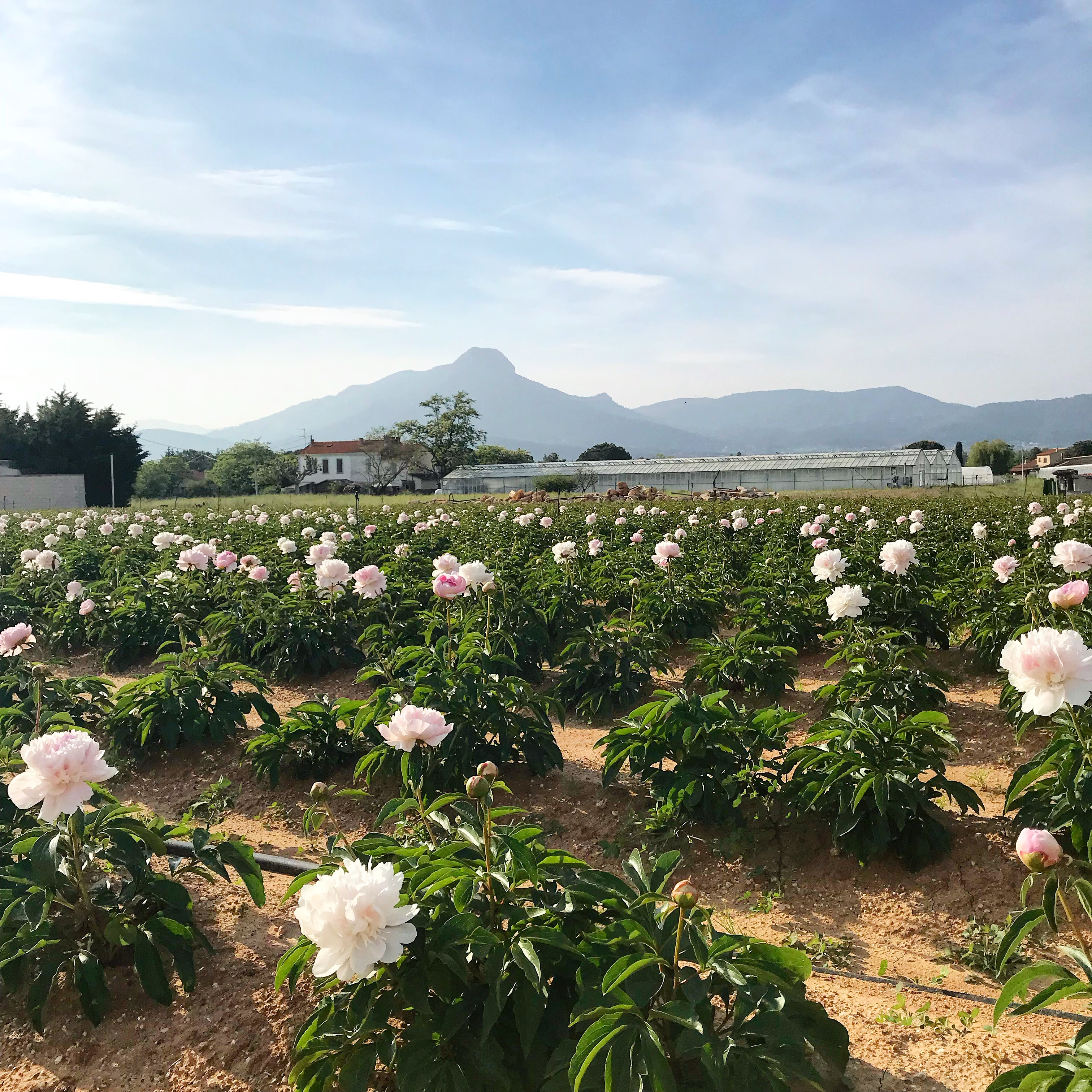
Les pivoines
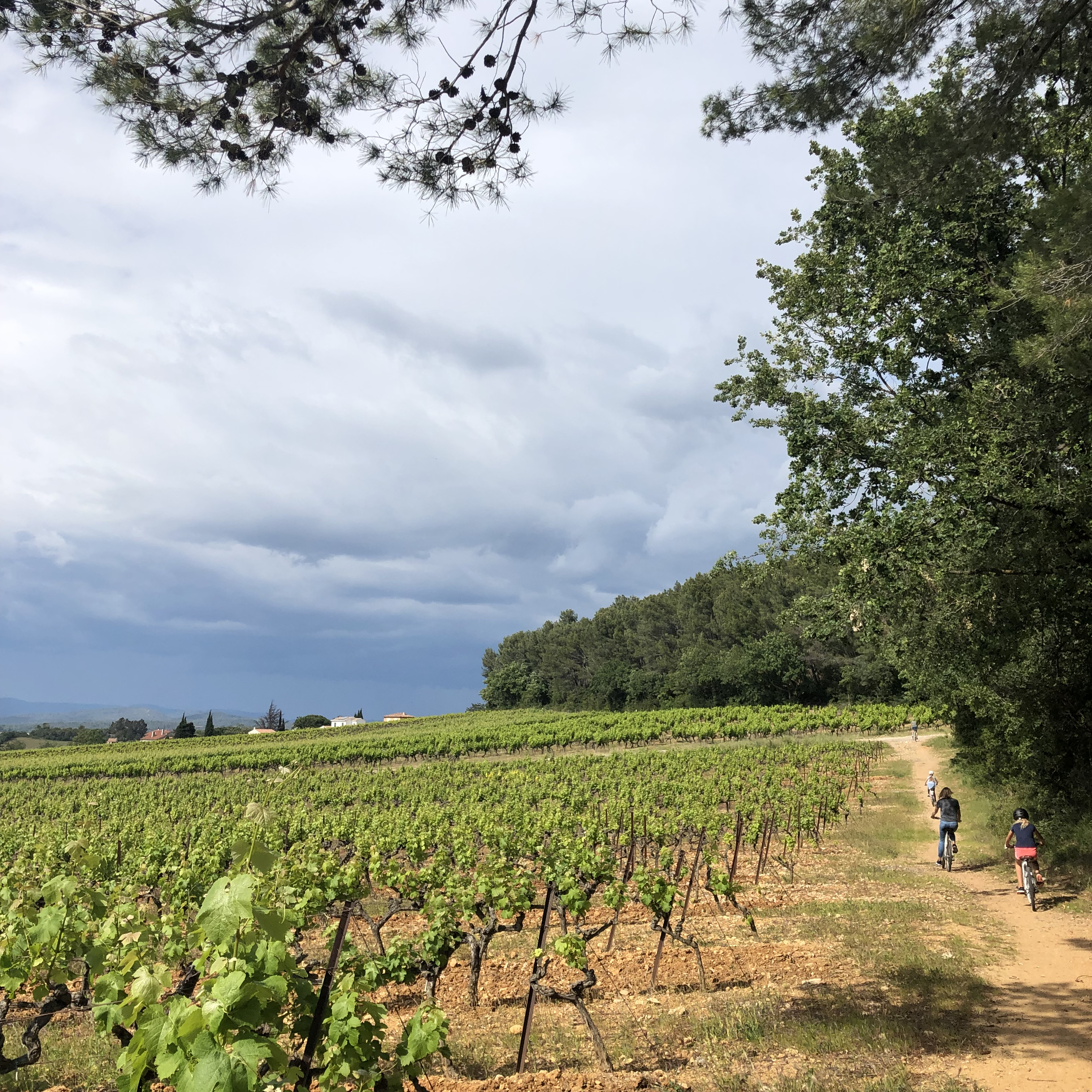
Les vignes de la Tulipe Noire
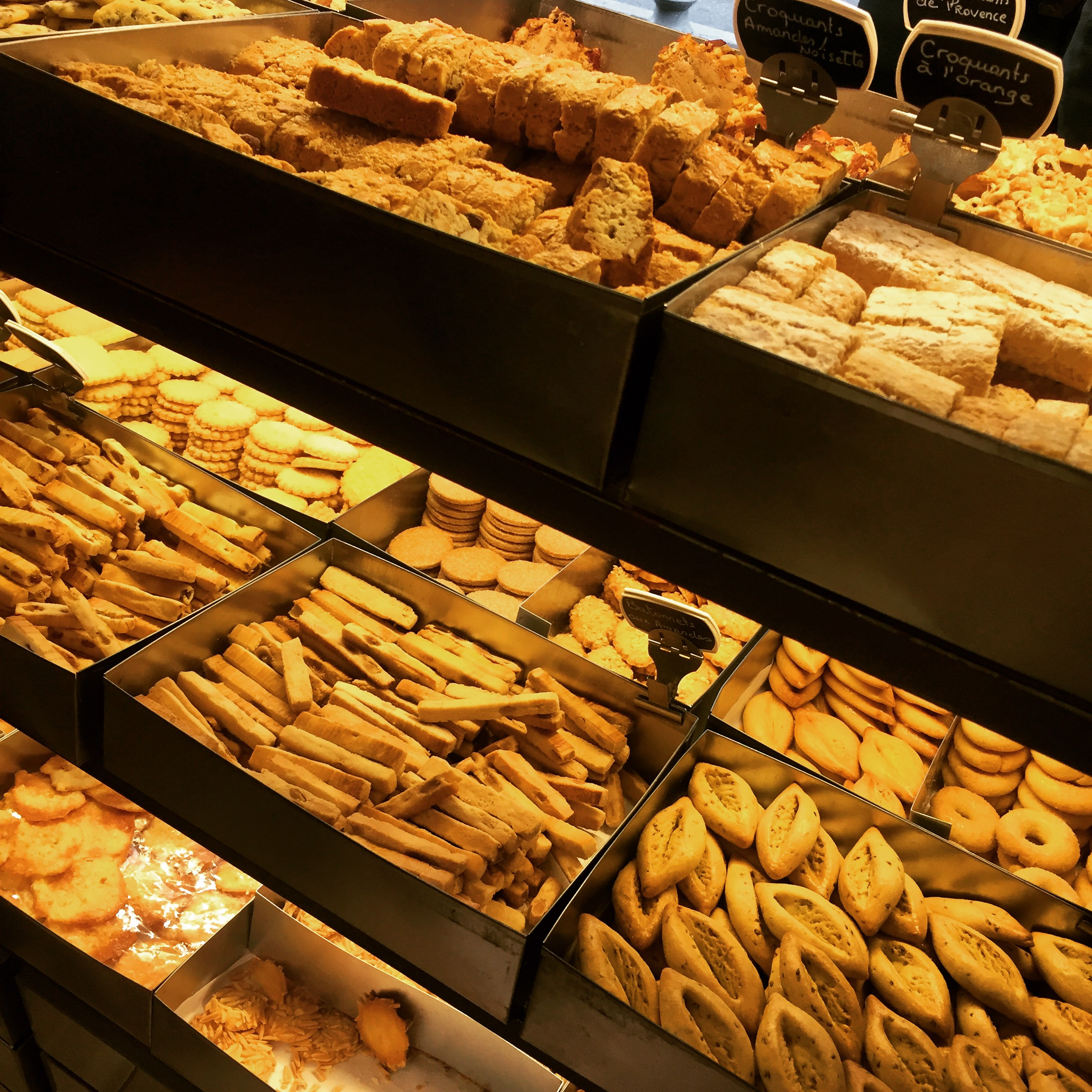
Les biscuits de la Moutonne
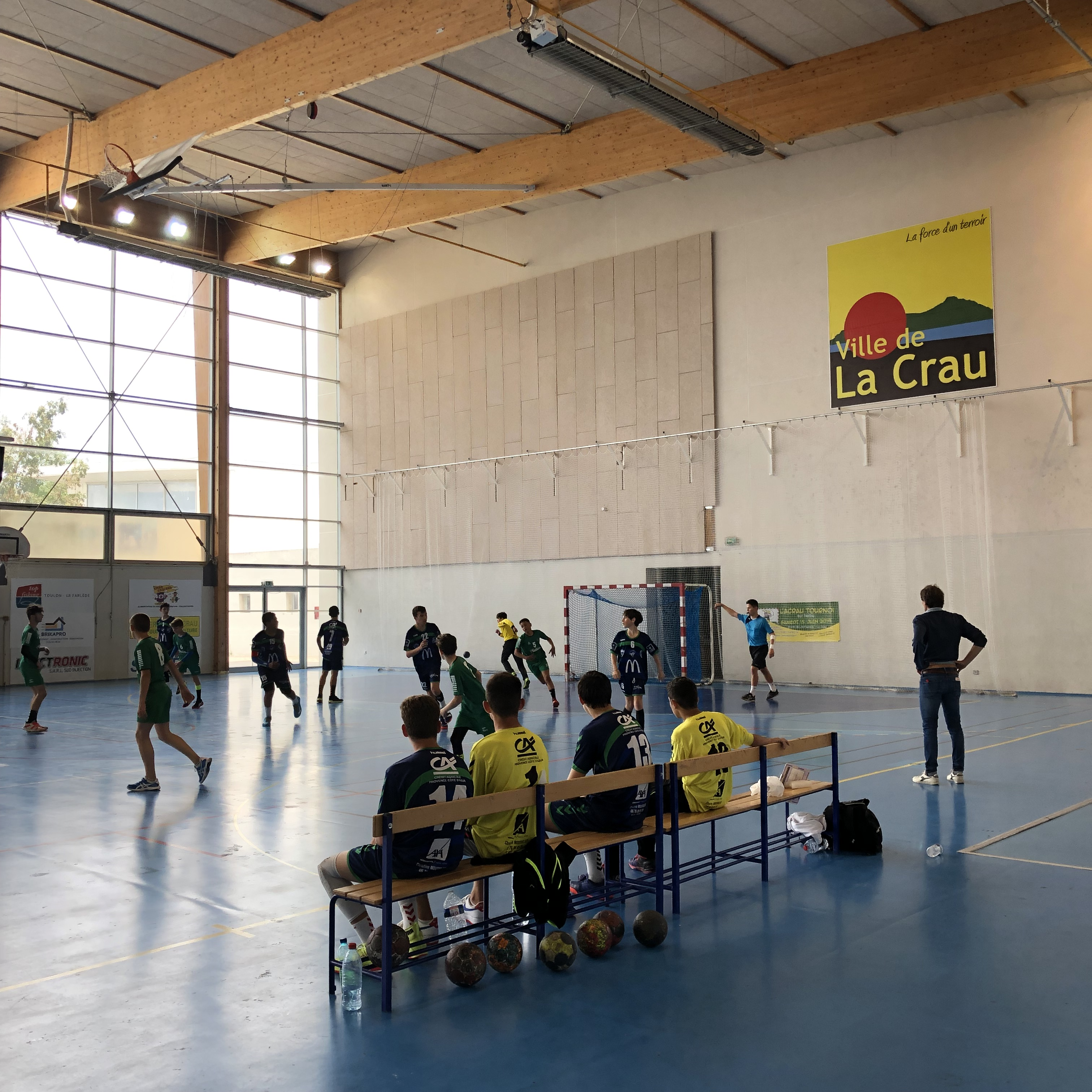
Le gymnase de l'Estagnol
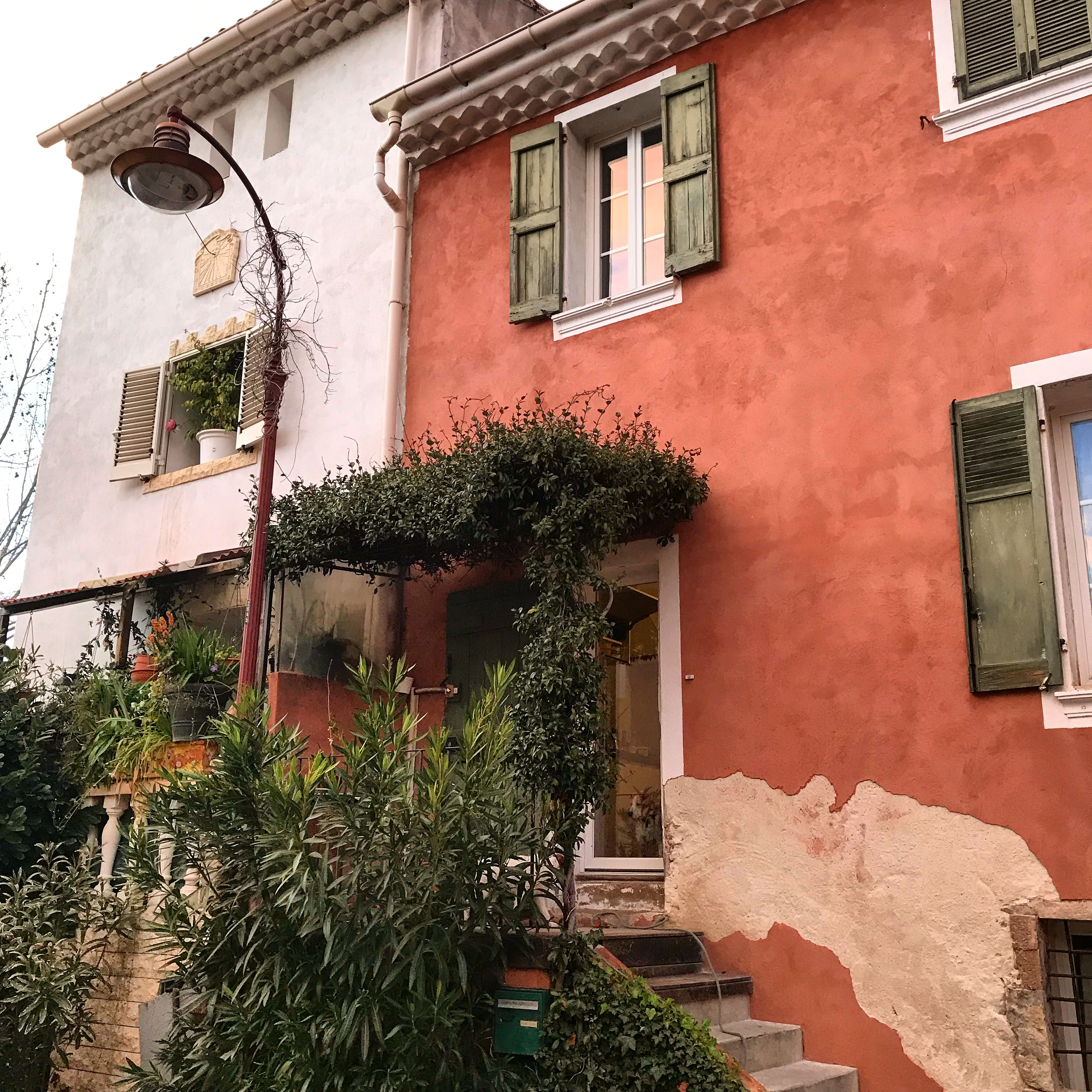
Les ruelles de la Moutonne